# Крыжановка (Челябинская область)
Крыжановка — деревня в Чебаркульском районе Челябинской области России. Входит в состав Кундравинского сельского поселения.

## География
Деревня находится в центральной части Челябинской области, в лесостепной зоне, в верховьях реки Карасу, на расстоянии примерно 24 километров (по прямой) к югу от города Чебаркуль, административного центра района. Абсолютная высота — 356 метров над уровнем моря.
Часовой пояс
Деревня Крыжановка, как и вся Челябинская область, находится в часовой зоне МСК+2. Смещение применяемого времени относительно UTC составляет +5:00.

## Население
| 2002 | 2010 |
| ---- | ---- |
| 331  | ↗348 |

Гендерный состав
По данным Всероссийской переписи населения 2010 года в гендерной структуре населения мужчины составляли 47,7 %, женщины — соответственно 52,3 %.
Национальный состав
Согласно результатам переписи 2002 года, в национальной структуре населения русские составляли 84 %.

## Улицы
Уличная сеть деревни состоит из пяти улиц:
- Лесная;
- Чапаева;
- Кольцевая;
- Мира;
- Рощина.